# Emmanuel Le Roy Ladurie
Pour les autres membres de la famille, voir Famille Le Roy Ladurie.
Emmanuel Le Roy Ladurie, né le 19 juillet 1929 aux Moutiers-en-Cinglais et mort le 22 novembre 2023 à Paris 14e, est un universitaire et historien français.
Titulaire de la chaire d'histoire de la civilisation moderne au Collège de France, directeur d'études à l'École des hautes études en sciences sociales et disciple de Fernand Braudel, il est l'un des animateurs majeurs de l'École des Annales et devient, dans les années 1970, une figure emblématique de la Nouvelle Histoire. Certaines de ses œuvres qui s'inscrivent dans le courant de l'anthropologie historique connurent un grand succès auprès d'un large public.
Ses apports majeurs dans le champ de la connaissance historique concernent l'histoire économique et sociale du monde rural et l'histoire de l'environnement, notamment à travers ses travaux précurseurs sur l'histoire du climat. Ils lui ont conféré un grand prestige international.

## Biographie

### Famille
La famille Le Roy Ladurie est une vieille famille normande de la région de Domfront, installée peu avant la Révolution française à Verneuil. Il est aussi apparenté à la famille Delauney.
Son grand-père, le commandant Barthélemy-Emmanuel Le Roy Ladurie, est un officier de carrière destitué à 43 ans, lors d'un conseil de guerre, à Nantes, le 26 septembre 1902, pour avoir refusé de participer, le 15 août 1902, à la fermeture des écoles des congrégations catholiques ouvertes avant 1901, à Douarnenez, sous le gouvernement d'Émile Combes. Il fut réintégré avec son grade, sans avancement, au début de la Première Guerre mondiale.
Barthélemy-Emmanuel et Jeanne Le Roy Ladurie, issus d'une famille normande, ont eu sept enfants dont Gabriel, directeur de la banque Worms sous Vichy, Marie (mère Marie de l'Assomption,, fondatrice du cercle Saint Jean-Baptiste) et Jacques, père d'Emmanuel.
Catholique social, Jacques a été un des fondateurs du syndicalisme agricole, ministre du Ravitaillement sous le régime de Vichy en 1942, ainsi que résistant et maquisard,.
Emmanuel Le Roy Ladurie se marie en juillet 1955 avec Madeleine Pupponi (1931-2024), médecin, fille du professeur de mathématiques et militant communiste d'origine corse Henri Pupponi (1904-1980). Elle le soutient tout au long de sa carrière en l'accompagnant, entre autres, dans ses recherches sur l'avancée ou le recul des glaciers, marqueurs de l'histoire du climat. Ils ont eu deux enfants, dont l'un, François, devenu médecin, s'est spécialisé dans les transplantations pulmonaires.

### Études
Emmanuel Le Roy Ladurie étudie au collège Saint-Joseph de Caen, au lycée Henri-IV à Paris et au lycée Lakanal à Sceaux.
Élève de l'École normale supérieure de la rue d'Ulm (promotion Lettres 1949), agrégé d'histoire en 1953 (reçu 12e sur 24), il est délégué au sein de l'Union nationale des étudiants de France du cartel des ENS, où il s'oppose à plusieurs reprises de manière très vive à Jean-Marie Le Pen, représentant de la Corpo de Droit de Paris. Aux côtés de François Furet, il collabore à Clarté, journal des étudiants communistes qui mobilise des intellectuels contre le colonialisme et la guerre de Corée.

### Carrière universitaire
Emmanuel Le Roy Ladurie est d'abord nommé professeur au lycée de garçons de Montpellier (lycée Joffre), de 1955 à 1957. Cette période est cruciale pour le reste de sa carrière, car c'est alors qu'il se lance dans la recherche. De 1958 à 1960, il est attaché de recherche au Centre national de la recherche scientifique (CNRS), de 1960 à 1963, il est assistant à la faculté de lettres de Montpellier puis maître-assistant à l'École pratique des hautes études (EPHE) de 1965 à 1975, puis à l’École des hautes études en sciences sociales (EHESS). Enfin, de 1973 à 1999, il occupe la chaire d'histoire de la civilisation moderne au Collège de France.
En 1966, il soutient sa thèse de doctorat ès lettres, Les paysans de Languedoc. En 1975, il publie un livre d'histoire totale à partir du registre d'inquisition de Jacques Fournier : Montaillou, village occitan de 1294 à 1324, qui rencontre un grand succès public.
Il est administrateur général de la Bibliothèque nationale de 1987 à 1994 — préparant la création de la nouvelle entité avec Dominique Jamet, président de l'établissement public de la Bibliothèque de France —, et qui donna en fusionnant la BnF. Il est un lecteur assidu à la bibliothèque de la Fondation Maison des sciences de l'homme, et à la bibliothèque de Météo-France, à laquelle il lègue le fonds climat de sa bibliothèque personnelle.

### Mort
Il meurt le 22 novembre 2023 à l'âge de 94 ans dans le 14e arrondissement de Paris,,. Ses obsèques sont célébrées à l'église Notre-Dame de l'Arche d'Alliance le 28 novembre, avant son inhumation au cimetière de Sceaux.

## Travaux scientifiques

### Anthropologie historique
Sans doute l'un des historiens contemporains les plus féconds, Emmanuel Le Roy Ladurie doit beaucoup à son mentor Fernand Braudel, grand historien de l'École des Annales. Au début des années 1970, Le Roy Ladurie participe à la « Nouvelle Histoire ». Il est un pionnier de l'analyse micro-historique. Son œuvre la plus connue, Montaillou, village occitan (1975), se fonde sur les notes de l'inquisiteur Jacques Fournier, évêque de Pamiers (1318-1325), traduites en français par Jean Duvernoy, pour reconstituer la vie d'un petit village du Languedoc à l'époque du catharisme. Il devient ainsi un spécialiste de l’anthropologie historique, qui permet de saisir les hommes du passé dans leur environnement. L'ouvrage bénéficie alors d'un succès totalement inattendu. Il sera vendu à plus de deux millions d'exemplaires, faisant connaître son auteur auprès du grand public cultivé.

### Étude historique du climat
Chercheur éclectique, Emmanuel Le Roy Ladurie s'intéresse à l'histoire des régions (Histoire de France des régions, Seuil, 2004) et a joué un rôle pionnier dans l'histoire du climat par ses études de phénologie. Lors de ses recherches personnelles à la Bibliothèque de France, il découvre l'« Arbre de Justice », premier organigramme de l’État français réalisé par Charles de Figon au XVIe siècle, dont il fit l'analyse et la transcription en concepts modernes.
Toujours très actif à la retraite, il continue à donner des interviews,,, des conférences,, et à publier des articles,, notamment dans le domaine de l'histoire du climat et de ses conséquences pour l'Homme.

## Engagements

### Engagement à gauche
Emmanuel Le Roy Ladurie adhère au Parti communiste français en 1949, au sein duquel il milite « avec ardeur ». Il rompt en 1956 comme sa consœur Annie Kriegel et ses collègues François Furet et Alain Besançon après l'invasion de la Hongrie par l'Union soviétique. Il rejoint par la suite le Parti socialiste unifié. Il subit un attentat de l'OAS Métro à son domicile en raison de ses prises de position en faveur de l'indépendance de l'Algérie.
Il a plus tard analysé et renié son engagement au sein du mouvement communiste dans Paris-Montpellier : PC-PSU (1982), Les Grands Procès politiques ou la pédagogie infernale (2002), et Ouverture, société, pouvoir : de l’Édit de Nantes à la chute du communisme (avec Guillaume Bourgeois, 2004).

### Évolution vers la droite libérale
Emmanuel Le Roy Ladurie se tient à distance des événements de Mai 68, qui provoquent chez lui un « dégoût profond ». Il se tourne vers la droite libérale et anticommuniste à partir des années 1970. En février 1978, il fait partie des membres fondateurs du Comité des intellectuels pour l'Europe des libertés.
Il est chroniqueur au Figaro littéraire pendant plusieurs années.
En 2012, il soutient Nicolas Sarkozy lors de l'élection présidentielle.

### Rejet du négationnisme
En février 1979, Emmanuel Le Roy Ladurie fait partie des 34 signataires de la déclaration rédigée par Léon Poliakov et Pierre Vidal-Naquet pour démonter la rhétorique négationniste de Robert Faurisson.

### Opposition au PACS et propos homophobes
En 1998 et 1999, Le Roy Ladurie s'oppose à la création du pacte civil de solidarité (PACS) et relie homosexualité masculine et pédophilie,, dans une tribune du Figaro : « Les prosélytes de l'homosexualisme proposent un modèle d'intolérance vécu comme une insulte par des couples hétéros normaux pour lesquels le mariage correspond avant tout à une certaine manière d'élever les enfants et de les garantir contre ces fléaux modernes que sont le sida ou la pédophilie. [...] Le fait de confier des enfants à des couples d'homosexuels masculins (comme cela se produira un jour ou l'autre par évolution logique si le Pacs est adopté), ce fait-là ne manquera donc pas d'accroître encore les risques pédophiliques qui sont déjà en plein essor,. » Ces propos sont considérés comme homophobes par plusieurs commentateurs,.

### Soutien au GIEC
Emmanuel Le Roy Ladurie prend position sur la question du changement climatique aux côtés du GIEC.

### Autre
Emmanuel Le Roy Ladurie est membre du conseil d'administration du Centre Royaumont pour une Science de l’Homme.

## Ouvrages
- Histoire du Languedoc, Paris, P.U.F., 1962 (Que sais-je ? n° 958).
- Les Paysans de Languedoc (thèse), Paris, SEVPEN, 1966[44].
- Histoire du climat depuis l'an mil, Paris, Flammarion, 1967[45].
- Anthropologie du conscrit français (avec J.-P. Aron et al.), Paris, EHESS, 1972.
- Médecins, climat, épidémies (avec J.-P. Desaive et al.), Paris, EHESS, 1972.
- Le Territoire de l'historien, 2 vols, Paris, Gallimard, 1973 et 1978.
- Montaillou, village occitan de 1294 à 1324, Paris, Gallimard, 1975[46].
- Histoire économique et sociale de la France. I/ De 1450 à 1660. II/ Paysannerie et croissance, Paris, PUF, 1977.
- Co-auteur de l'Histoire de la France rurale, Tome II, L'âge classique des paysans 1340-1789, Le Seuil, 1977.
- Le Carnaval de Romans : de la Chandeleur au Mercredi des cendres (1579–1580), Paris, Gallimard, 1979, 3e Prix Fondation Pierre-Lafue 1979.
- L’Argent, l'amour et la mort en pays d'Oc, Paris, Le Seuil, 1980.
- Inventaire des campagnes (en collaboration), Paris, JC Lattès, 1980.
- Histoire de la France urbaine (en collaboration), Paris, JC Lattès, 1981.
- Paris-Montpellier : PC-PSU, 1945-1963, Paris, Gallimard, 1982.
- La Sorcière de Jasmin, Paris, Le Seuil, 1983.
- Parmi les historiens, 2 vols, Paris, Le Seuil, 1983 et 1994.
- Pierre Prion, scribe, Paris, Gallimard, 1987.
- Histoire de France Hachette, t. 2 : L'État royal : de Louis XI à Henri IV, 1460-1610, Paris, Hachette, 1987, 357 p. (ISBN 2-01-009461-1, présentation en ligne).
- Histoire de France Hachette, t. 3 : L'Ancien Régime : de Louis XIII à Louis XV, 1610-1770, Paris, Hachette, 1991, 461 p. (ISBN 2-01-013146-0). Divisé en deux volumes pour la réédition en poche (collection « Pluriel », 2000) : Vol. 1, L'Absolutisme en vraie grandeur : 1610-1715 ; Vol. 2, L'Absolutisme bien tempéré : 1715-1770.
- Histoire de la Bibliothèque nationale de France, Paris, Collège de France 1995 (CD Audio, Éd. Le Livre qui parle 2009).
- Le Siècle des Platter, 1 : Le mendiant et le professeur, Paris, Fayard, 1995.
- L'Historien, le Chiffre et le Texte, Paris, Fayard, 1997.
- Saint-Simon ou Le système de la Cour, Paris, Fayard, 1997 (avec la collaboration de Jean-François Fitou).
- Le Siècle des Platter, 2 : Le voyage de Thomas Platter, Paris, Fayard, 2000.
- Histoire du Languedoc, Toulouse, Privat, 2000.
- Histoire de France des régions : la périphérie française, des origines à nos jours, Paris, Le Seuil, 2001.
- Autour de Montaillou, un village occitan : histoire et religiosité d'un village au Moyen Âge, Paris, L'Hydre Éditions, 2001.
- Histoire des paysans français : de la peste noire à la Révolution, Paris, Le Seuil, 2002,  (ISBN 978-2020500999).
- Les Grands Procès politiques, Paris, Rocher, 2002,  (ISBN 978-2268043326).
- La Dîme royale, Paris, Imprimerie nationale, 2002.  (ISBN 9782110811042).
- Histoire humaine et comparée du climat, 1 : Canicules et glaciers XIIIe – XVIIIe siècles, Paris, Fayard, 2004.
- Histoire humaine et comparée du climat, 2 : Disettes et révolutions, Paris, Fayard, 2006.
- Le Siècle des Platter, 3 : L'Europe de Thomas Platter, Paris, Fayard, 2006.
- Histoire du climat du Moyen Âge jusqu'à nos jours, DVD, 2007.
- Abrégé d'histoire du climat du Moyen Âge à nos jours (Entretiens avec Anouchka Vasak), Paris, Fayard, 2007.  (ISBN 978-2213635422).
- Histoire humaine et comparée du climat, 3 : Le réchauffement de 1860 à nos jours (avec le concours de Guillaume Séchet), Paris, Fayard, 2009.
- Histoire et système (dir.), Paris, Le Cerf, 2010  (ISBN 978-2204090643).
- Trente-trois questions sur l'histoire du climat (Entretiens avec Anouchka Vasak), Paris, Fayard, 2010. (ISBN 978-2818500019)
- Les fluctuations du climat de l'an mil à aujourd'hui, Paris, Fayard, 2011.
- La Civilisation rurale, Paris, Allia, 2012  (ISBN 978-2213654249).
- Une vie avec l'histoire. Mémoires, Paris, Tallandier, 2014, (ISBN 979-10-210-0435-1).
- Les Paysans français d'Ancien Régime, Paris, Le Seuil, 2015
- Huit leçons d'histoire, Paris, Fayard, 2016  (ISBN 978-2846212243).
- Brève histoire de l'Ancien Régime, Paris, Fayard, 2017 (ISBN 978-2213687285, présentation en ligne)

## Honneurs reçus

### Décorations
- Grand officier de la Légion d'honneur (2 avril 2010[47] ; commandeur en 1996[48] ; chevalier en 1979[49])
- Grand-croix de l'ordre national du Mérite (19 mai 2018)[50],[49]
- Commandeur de l'ordre des Arts et des Lettres[48],[51]

### Distinctions
- Membre de l'Académie des sciences morales et politiques de l'Institut de France depuis 1993 (président de cette Académie en 2003).
- Délégué de l'Académie à la séance publique annuelle des cinq académies en octobre 2006.
- Membre de l'Académie américaine des arts et des sciences.
- Membre de l'Academia Europaea.
- Membre de l'Académie polonaise des sciences.
- Membre non résidant de l'Académie de Nîmes.
- Membre honoraire de l'Académie japonaise des sciences (2006).
- Foreign honorary member de l'Académie des sciences américaine (1974).
- Président du Prix national du livre médiéval : Provins patrimoine mondial.

### Docteurhonoris causa
- Université de Genève (1978)
- Université du Michigan (1981)
- Université de Leeds (1982)
- Université de Leicester (1986)
- Université d'York (1986)
- Université Carnegie-Mellon (1987)
- Université de Durham (1987)
- Université de Hull (1990)
- Université de Dublin (1992)
- Université d'Albany (1992)
- Université de Montréal (1993)
- Université de Haïfa (1993)
- Université d'Oxford (1993)
- Université de Pennsylvanie (1995)
- Université de Sussex (1996)
- HEC Paris (1999)